# Eagle Premier
La Eagle Premier, commercializzata in alcuni mercati con il nome di AMC Premier o 
Chrysler Premier, è un'autovettura full-size berlina a 4 porte, a trazione anteriore prodotta dalla casa automobilistica statunitense Eagle dal 1987 al dicembre 1991.

## Storia e descrizione
La vettura fu sviluppata dalla American Motors Corporation (AMC) negli anni 80 attraverso la sua partnership con Renault. Questo modello è stato prodotto nell'allora stabilimento Brampton Assembly in Canada. Nel 1987 Chrysler acquistò i diritti sulla Premier quando acquisì le azioni della Renault nella AMC e iniziò a vendere l'auto con il Eagle.
Per il lancio iniziale era possibile scegliere tra due propulsori: l'allestimento base Premier LX presentava un motore AMC a quattro cilindri da 2,5 litri di serie. Dotato di iniezione elettronica del carburante a corpo farfallato, sviluppava una potenza massima di 111 CV (83 kW) e 193 Nm di coppia a 1400  giri/min. Questo motore era accoppiato a un cambio automatico a quattro velocità a controllo elettronico, sviluppato da ZF Friedrichshafen. Opzionale nella LX e standard nei modelli ES era una versione da 3,0 L del motore Peugeot-Renault-Volvo (PRV) V6, dotato di iniezione, che produceva valori di potenza e coppia di picco di 150 CV (112 kW) a 5000 giri/min e 232 N⋅m a 3570 giri/min.